# Luizi-Călugăra
Luizi-Călugăra é uma comuna romena localizada no distrito de Bacău, na região de Moldávia. A comuna possui uma área de 31.63 km² e sua população era de 5319 habitantes segundo o censo de 2007.